# Tessy Thomas
Tessy Thomas (Alappuzha, abril de 1963) é uma engenheira indiana, essencial na criação do míssil nuclear de longo alcance Agni-IV.